# Međunarodni simbol dojenja
Međunarodni simbol dojenja je simbol koji prikazuje ženu koja doji dojenče. Dizajnirao ga je Matt Daigle, grafički umjetnik, kao sudionik natječaj koji je organizirao časopis Mothering. Pobjednik je izabran u studenom 2006. među ukupno više od 500 prijava. Daigle, koji kaže da su njegova žena i sin bili inspiracija za simbol, prepustio je autorska prava na simbol kao javno vlasništvo.

## Kako je simbol nastao
Sve veća kulturna raznolikost i mobilnost motivirali su želju za univerzalno razumljivim načinima komunikacije. Međunarodni simbol dojenja kreiran je u stilu znakova AIGA simbola koji se obično vide na javnim mjestima. Svrha dizajna je da takvi simboli budu razumljivi na prvi pogled većini osoba bez pisanog opisa koji objašnjava što oni znače.
Međunarodni simbol dojenja stvoren je kako bi se riješio uočeni problem nepostojanja univerzalno prihvaćenog i razumljivog prikaza dojenja koji bi se koristio na javnim mjestima i označavao da je u tom prostoru ili na tom javnom mjestu dojenje u javnosti podržano. Moderna ikonografija koja predstavlja dojenčad, roditeljstvo i sl. obično uključuje prikaze hranjenja nadomjesnim mlijekom tj. bočice za hranjenje s dudom ili umirujuće predmete, poput ikone dude varalice.  Takve simbole srećemo u zračnim lukama, javnim zgradama, muzejima, knjižnicama, trgovačkim centrima i sličnim mjestima. Čak i tzv. sobe za dojenje često su ranije koristile simbol dječje bočice. Zato je očekivano da uporaba ovog simbola može pomoći u izmicanju postojeće kulturne paradigme hranjenja djece na bočicu prema biološkoj normi dojenja.

## Varijacije simbola
Danas su dostupni i novi, uključiviji simboli, prema istom predlošku, poput onih na kojima je simbol majke koja doji i izdaja mlijeko, majke koja doji i kombinira hranjenje zamjenskim mlijekom, majke koja je izgubila dijete i izdaja mlijeko za banku humanog mlijeka i sl.

## Upotreba simbola u Hrvatskoj
U Hrvatskoj još nije zaživjela upotreba ovog simbola u javnim prostorima. Primjere upotrebe možemo vidjeti u Bjelovaru, na javnim klupama za dojenje postavljenim u parkove ili u gradskim autobusima.

## Reference
1. ↑  Mothering's Breastfeeding Symbol Contest Has a Winner.
2. ↑  Mothering Magazine announces winner of International Breastfeeding Icon Design Contest. November 13, 2006.
3. ↑  Hablamos Juntos
4. ↑  Symbol Signs: Society & Environment: AIGA
5. ↑  LLLI | Breastfeeding Myths Perpetuated by Culture, Society and the Health Care System.
6. ↑  Governance through metaphor project – commentaries | Union of International Associations (UIA)  Arhivirana inačica izvorne stranice od 25. lipnja 2007. (Wayback Machine)
7. ↑  Baby Feeding Symbols. Baby Feeding Symbols (engleski). Pristupljeno 25. ožujka 2023.
8. ↑  Zvono. 25. ožujka 2023. Bjelovar kao četvrti hrvatski grad dobio klupu za dojenje i previjanje. Zvono. Pristupljeno 25. ožujka 2023.

## Vanjske poveznice
- Biografija Matta Daiglea
- Univerzalni simboli dojenja